# Liga dos Campeões da CONCACAF de 2016–17
A Liga dos Campeões da CONCACAF de 2016–17 foi a 9ª edição da Liga dos Campeões da CONCACAF em seu formato atual e a 52ª edição incluindo os torneios anteriores. Como campeão, o Pachuca irá representar a CONCACAF na Copa do Mundo de Clubes da FIFA de 2017.

## Equipes classificadas
| México 4 vagas             | Tigres UANL            | Campeão – Torneio Apertura de 2015                          | 3ª | 2015–16 |
| México 4 vagas             | Pachuca                | Campeão – Torneio Clausura de 2016                          | 3ª | 2014–15 |
| México 4 vagas             | Pumas                  | Vice-campeão – Torneio Apertura de 2015                     | 4ª | 2011–12 |
| México 4 vagas             | Monterrey              | Vice-campeão – Torneio Clausura de 2016                     | 4ª | 2012–13 |
| Estados Unidos 4 vagas     | Portland Timbers       | Campeão – MLS Cup de 2015                                   | 2ª | 2014–15 |
| Estados Unidos 4 vagas     | New York Red Bulls     | Campeão – MLS Supporters' Shield de 2015                    | 3ª | 2014–15 |
| Estados Unidos 4 vagas     | FC Dallas              | Campeão – Conferência Leste da MLS de 2015                  | 2ª | 2011–12 |
| Estados Unidos 4 vagas     | Sporting Kansas City   | Campeão – Lamar Hunt U.S. Open Cup de 2015                  | 3ª | 2014–15 |
| Canadá 1 vaga              | Vancouver Whitecaps FC | Campeão – Campeonato Canadense de Futebol de 2015           | 2ª | 2015–16 |
| América Central (12 times) |                        |                                                             |    |         |
| Costa Rica 2 vagas         | Saprissa               | Campeão – Torneio Invierno de 2015                          | 6ª | 2015–16 |
| Costa Rica 2 vagas         | Herediano              | Campeão – Torneio Verano de 2016                            | 7ª | 2015–16 |
| Honduras 2 vagas           | Honduras Progreso      | Campeão – Torneio Apertura de 2015                          | 1ª | –       |
| Honduras 2 vagas           | Olimpia                | Campeão – Torneio Clausura de 2016                          | 9ª | 2015–16 |
| Guatemala 2 vagas          | Antigua                | Campeão – Torneio Apertura de 2015                          | 1ª | –       |
| Guatemala 2 vagas          | Suchitepéquez          | Campeão – Torneio Clausura de 2016                          | 1ª | –       |
| Panamá 2 vagas             | Árabe Unido            | Campeão – Torneio Apertura de 2015                          | 5ª | 2015–16 |
| Panamá 2 vagas             | Plaza Amador           | Campeão – Torneio Clausura de 2016                          | 1ª | –       |
| El Salvador 2 vagas        | Alianza                | Campeão – Torneio Apertura de 2015                          | 2ª | 2011–12 |
| El Salvador 2 vagas        | Dragón                 | Campeão – Torneio Clausura de 2016                          | 1ª | –       |
| Nicarágua 1 vaga           | Real Estelí            | Campeão com a melhor campanha agregada na temporada 2015–16 | 6ª | 2014–15 |
| Belize 1 vaga              | Police United          | Campeão com a melhor campanha agregada na temporada 2015–16 | 1ª | –       |
| Caribe (3 times)           |                        |                                                             |    |         |
| Trinidad e Tobago          | Central                | Campeão – Campeonato de Clubes da CFU de 2016               | 2ª | 2015–16 |
| Trinidad e Tobago          | W Connection           | Vice-campeão – Campeonato de Clubes da CFU de 2016          | 6ª | 2015–16 |
| Haiti                      | Don Bosco              | Terceiro-lugar – Campeonato de Clubes da CFU de 2016        | 1ª | –       |

## Sorteio
O sorteio para a fase de grupos foi realizado em 30 de maio de 2016 em Miami Beach.
As 24 equipes são distribuídas em oito grupos com três equipes cada, com cada grupo contendo uma equipe de cada pote cada. A alocação é baseada em cada associação nacional. Equipes do mesmo país não podem ser sorteados no mesmo grupo.
| Pote 1           | Pote 1             | Pote 1       | Pote 1                 |
| ---------------- | ------------------ | ------------ | ---------------------- |
| Plaza Amador     | Alianza            | Dragón       | Real Estelí            |
| Police United    | Central            | W Connection | Don Bosco              |
| Pote 2           |                    |              |                        |
| Herediano        | Saprissa           | Olimpia      | Honduras Progreso      |
| Suchitepéquez    | Antigua            | Árabe Unido  | Vancouver Whitecaps FC |
| Pote 3           |                    |              |                        |
| Tigres UANL      | Pachuca            | Pumas        | Monterrey              |
| Portland Timbers | New York Red Bulls | FC Dallas    | Sporting Kansas City   |

## Fase de grupos
| Legenda                          |
| Classificado às quartas de final |
| Eliminado                        |

### Grupo A
| Pos. | Equipe            | Pts | J | V | E | D | GP | GC | SG  |
| ---- | ----------------- | --- | - | - | - | - | -- | -- | --- |
| 1    | Pumas             | 9   | 4 | 3 | 0 | 1 | 15 | 5  | +10 |
| 2    | Honduras Progreso | 7   | 4 | 2 | 1 | 1 | 4  | 4  | 0   |
| 3    | W Connection      | 1   | 4 | 0 | 1 | 3 | 4  | 14 | –11 |

|                   | WCO | HON | PUM |
| ----------------- | --- | --- | --- |
| W Connection      |     | 1–1 | 2–4 |
| Honduras Progreso | 1–0 |     | 2–1 |
| Pumas             | 8–1 | 2–0 |     |

### Grupo B
| Pos. | Equipe           | Pts | J | V | E | D | GP | GC | SG |
| ---- | ---------------- | --- | - | - | - | - | -- | -- | -- |
| 1    | Saprissa         | 8   | 4 | 2 | 2 | 0 | 11 | 3  | +8 |
| 2    | Portland Timbers | 7   | 4 | 2 | 1 | 1 | 7  | 7  | 0  |
| 3    | Dragón           | 1   | 4 | 0 | 1 | 3 | 2  | 10 | –8 |

|                  | DRA | SAP | POR |
| ---------------- | --- | --- | --- |
| Dragón           |     | 0–0 | 1–2 |
| Saprissa         | 6–0 |     | 4–2 |
| Portland Timbers | 2–1 | 1–1 |     |

### Grupo C
| Pos. | Equipe                 | Pts | J | V | E | D | GP | GC | SG |
| ---- | ---------------------- | --- | - | - | - | - | -- | -- | -- |
| 1    | Vancouver Whitecaps FC | 12  | 4 | 4 | 0 | 0 | 10 | 2  | +8 |
| 2    | Sporting Kansas City   | 4   | 4 | 1 | 1 | 2 | 6  | 8  | –2 |
| 3    | Central                | 1   | 4 | 0 | 1 | 3 | 4  | 10 | –6 |

|                        | CEN | VAN | SKC |
| ---------------------- | --- | --- | --- |
| Central                |     | 0–1 | 2–2 |
| Vancouver Whitecaps FC | 4–1 |     | 3–0 |
| Sporting Kansas City   | 3–1 | 1–2 |     |

### Grupo D
| Pos. | Equipe      | Pts | J | V | E | D | GP | GC | SG  |
| ---- | ----------- | --- | - | - | - | - | -- | -- | --- |
| 1    | Árabe Unido | 12  | 4 | 4 | 0 | 0 | 12 | 5  | +7  |
| 2    | Monterrey   | 6   | 4 | 2 | 0 | 2 | 9  | 5  | +4  |
| 3    | Don Bosco   | 0   | 4 | 0 | 0 | 4 | 2  | 13 | –11 |

|             | DON | ÁRA | MON |
| ----------- | --- | --- | --- |
| Don Bosco   |     | 2–5 | 0–3 |
| Árabe Unido | 2–0 |     | 2–1 |
| Monterrey   | 3–0 | 2–3 |     |

### Grupo E
| Pos. | Equipe        | Pts | J | V | E | D | GP | GC | SG  |
| ---- | ------------- | --- | - | - | - | - | -- | -- | --- |
| 1    | Pachuca       | 10  | 4 | 3 | 1 | 0 | 19 | 4  | +15 |
| 2    | Olimpia       | 7   | 4 | 2 | 1 | 1 | 13 | 6  | +7  |
| 3    | Police United | 0   | 4 | 0 | 0 | 4 | 1  | 23 | –22 |

|               | POL | OLI | PAC  |
| ------------- | --- | --- | ---- |
| Police United |     | 1–5 | 0–11 |
| Olimpia       | 4–0 |     | 4–4  |
| Pachuca       | 3–0 | 1–0 |      |

### Grupo F
| Pos. | Equipe             | Pts | J | V | E | D | GP | GC | SG |
| ---- | ------------------ | --- | - | - | - | - | -- | -- | -- |
| 1    | New York Red Bulls | 8   | 4 | 2 | 2 | 0 | 5  | 1  | +4 |
| 2    | Alianza            | 5   | 4 | 1 | 2 | 1 | 5  | 4  | +1 |
| 3    | Antigua            | 2   | 4 | 0 | 2 | 2 | 2  | 7  | –5 |

|                    | ALI | ANT | NYR |
| ------------------ | --- | --- | --- |
| Alianza            |     | 1–1 | 1–1 |
| Antigua            | 1–3 |     | 0–0 |
| New York Red Bulls | 1–0 | 3–0 |     |

### Grupo G
| Pos. | Equipe       | Pts | J | V | E | D | GP | GC | SG |
| ---- | ------------ | --- | - | - | - | - | -- | -- | -- |
| 1    | Tigres UANL  | 9   | 4 | 3 | 0 | 1 | 9  | 3  | +6 |
| 2    | Herediano    | 4   | 4 | 1 | 1 | 2 | 4  | 7  | –3 |
| 3    | Plaza Amador | 4   | 4 | 1 | 1 | 2 | 3  | 6  | –3 |

|              | PLA | HER | TIG |
| ------------ | --- | --- | --- |
| Plaza Amador |     | 1–1 | 1–0 |
| Herediano    | 2–0 |     | 1–3 |
| Tigres UANL  | 3–1 | 3–0 |     |

### Grupo H
| Pos. | Equipe        | Pts | J | V | E | D | GP | GC | SG |
| ---- | ------------- | --- | - | - | - | - | -- | -- | -- |
| 1    | FC Dallas     | 8   | 4 | 2 | 2 | 0 | 8  | 4  | +4 |
| 2    | Suchitepéquez | 5   | 4 | 1 | 2 | 1 | 4  | 6  | –2 |
| 3    | Real Estelí   | 2   | 4 | 0 | 2 | 2 | 3  | 5  | –2 |

|               | EST | SUC | DAL |
| ------------- | --- | --- | --- |
| Real Estelí   |     | 1–1 | 1–1 |
| Suchitepéquez | 1–0 |     | 2–5 |
| FC Dallas     | 2–1 | 0–0 |     |

## Fase final

### Chaveamento
O chaveamento para a fase final é determinado pela classificação na fase de grupos. Os cruzamentos ocorrem da seguinte forma: 1º vs. 8º, 2º vs. 7º, 3º vs. 6º, 4º vs. 5º.
| Chave | Equipe                 | P  | J | V | E | D | GP | GC | SG  |
| ----- | ---------------------- | -- | - | - | - | - | -- | -- | --- |
| 1     | Vancouver Whitecaps FC | 12 | 4 | 4 | 0 | 0 | 10 | 2  | +8  |
| 2     | Árabe Unido            | 12 | 4 | 4 | 0 | 0 | 12 | 5  | +7  |
| 3     | Pachuca                | 10 | 4 | 3 | 1 | 0 | 19 | 4  | +15 |
| 4     | Pumas                  | 9  | 4 | 3 | 0 | 1 | 15 | 5  | +10 |
| 5     | Tigres UANL            | 9  | 4 | 3 | 0 | 1 | 9  | 3  | +6  |
| 6     | Saprissa               | 8  | 4 | 2 | 2 | 0 | 11 | 3  | +8  |
| 7     | FC Dallas              | 8  | 4 | 2 | 2 | 0 | 8  | 4  | +4  |
| 8     | New York Red Bulls     | 8  | 4 | 2 | 2 | 0 | 5  | 1  | +4  |

### Esquema
|  | Quartas-de-final             | Quartas-de-final             | Quartas-de-final             | Quartas-de-final             |   |             | Semifinais               | Semifinais               | Semifinais               | Semifinais               |  |         | Final                     | Final                     | Final                     | Final                     |  |  |
|  | 21 de fevereiro – 2 de março | 21 de fevereiro – 2 de março | 21 de fevereiro – 2 de março | 21 de fevereiro – 2 de março |   |             | 14 de março – 5 de abril | 14 de março – 5 de abril | 14 de março – 5 de abril | 14 de março – 5 de abril |  |         | 18 de abril – 26 de abril | 18 de abril – 26 de abril | 18 de abril – 26 de abril | 18 de abril – 26 de abril |  |  |
|  |                              |                              |                              |                              |   |             |                          |                          |                          |                          |  |         |                           |                           |                           |                           |  |  |
|  | Saprissa                     | 0                            | 0                            | 0                            |   |             |                          |                          |                          |                          |  |         |                           |                           |                           |                           |  |  |
|  | Pachuca                      | 0                            | 4                            | 4                            |   |             |                          |                          |                          |                          |  |         |                           |                           |                           |                           |  |  |
|  | Pachuca                      | 0                            | 4                            | 4                            |   | Pachuca     | 1                        | 3                        | 4                        |                          |  |         |                           |                           |                           |                           |  |  |
|  |                              |                              |                              |                              |   | Pachuca     | 1                        | 3                        | 4                        |                          |  |         |                           |                           |                           |                           |  |  |
|  |                              | FC Dallas                    | 2                            | 1                            | 3 |             |                          |                          |                          |                          |  |         |                           |                           |                           |                           |  |  |
|  | FC Dallas                    | FC Dallas                    | 2                            | 1                            | 3 | 4           | 1                        | 5                        |                          |                          |  |         |                           |                           |                           |                           |  |  |
|  | FC Dallas                    |                              |                              |                              |   | 4           | 1                        | 5                        |                          |                          |  |         |                           |                           |                           |                           |  |  |
|  | Árabe Unido                  | 0                            | 2                            | 2                            |   |             |                          |                          |                          |                          |  |         |                           |                           |                           |                           |  |  |
|  | Árabe Unido                  | 0                            | 2                            | 2                            |   |             |                          |                          |                          |                          |  | Pachuca | 1                         | 1                         | 2                         |                           |  |  |
|  |                              |                              |                              |                              |   |             |                          |                          |                          |                          |  | Pachuca | 1                         | 1                         | 2                         |                           |  |  |
|  |                              | Tigres UANL                  | 1                            | 0                            | 1 |             |                          |                          |                          |                          |  |         |                           |                           |                           |                           |  |  |
|  | Tigres UANL                  | Tigres UANL                  | 1                            | 0                            | 1 | 1           | 3                        | 4                        |                          |                          |  |         |                           |                           |                           |                           |  |  |
|  | Tigres UANL                  |                              |                              |                              |   | 1           | 3                        | 4                        |                          |                          |  |         |                           |                           |                           |                           |  |  |
|  | Pumas                        | 1                            | 0                            | 1                            |   |             |                          |                          |                          |                          |  |         |                           |                           |                           |                           |  |  |
|  | Pumas                        | 1                            | 0                            | 1                            |   | Tigres UANL | 2                        | 2                        | 4                        |                          |  |         |                           |                           |                           |                           |  |  |
|  |                              |                              |                              |                              |   | Tigres UANL | 2                        | 2                        | 4                        |                          |  |         |                           |                           |                           |                           |  |  |
|  |                              | Vancouver Whitecaps FC       | 0                            | 1                            | 1 |             |                          |                          |                          |                          |  |         |                           |                           |                           |                           |  |  |
|  | New York Red Bulls           | Vancouver Whitecaps FC       | 0                            | 1                            | 1 | 1           | 0                        | 1                        |                          |                          |  |         |                           |                           |                           |                           |  |  |
|  | New York Red Bulls           |                              |                              |                              |   | 1           | 0                        | 1                        |                          |                          |  |         |                           |                           |                           |                           |  |  |
|  | Vancouver Whitecaps FC       | 1                            | 2                            | 3                            |   |             |                          |                          |                          |                          |  |         |                           |                           |                           |                           |  |  |

### Quartas de final
| Equipe 1           | Total | Equipe 2               | 1.º jogo | 2.º jogo |
| ------------------ | ----- | ---------------------- | -------- | -------- |
| New York Red Bulls | 1–3   | Vancouver Whitecaps FC | 1–1      | 0–2      |
| FC Dallas          | 5–2   | Árabe Unido            | 4–0      | 1–2      |
| Saprissa           | 0–4   | Pachuca                | 0–0      | 0–4      |
| Tigres UANL        | 4–1   | Pumas                  | 1–1      | 3–0      |

### Semifinal
| Equipe 1    | Total | Equipe 2               | 1.º jogo | 2.º jogo |
| ----------- | ----- | ---------------------- | -------- | -------- |
| Tigres UANL | 4–1   | Vancouver Whitecaps FC | 2–0      | 2–1      |
| FC Dallas   | 3–4   | Pachuca                | 2–1      | 1–3      |

### Final
| Equipe 1    | Total | Equipe 2 | 1.º jogo | 2.º jogo |
| ----------- | ----- | -------- | -------- | -------- |
| Tigres UANL | 1–2   | Pachuca  | 1–1      | 0–1      |

## Premiação
| Liga dos Campeões da CONCACAF de 2016–17 |
| México                                   |
| ---------------------------------------- |
| Pachuca Campeão (5º título)              |

## Artilharia
| Ranking | Jogador                | Time                   | Gols |
| ------- | ---------------------- | ---------------------- | ---- |
| 1       | Hirving Lozano         | Pachuca                | 8    |
| 2       | Franco Jara            | Pachuca                | 6    |
| 3       | José González          | Árabe Unido            | 5    |
| 3       | Cristian Techera       | Vancouver Whitecaps FC | 5    |
| 5       | Óscar Guerrero         | Alianza                | 4    |
| 6       | Kellyn Acosta          | FC Dallas              | 3    |
| 6       | Marvin Angulo          | Saprissa               | 3    |
| 6       | Rolando Blackburn      | Saprissa               | 3    |
| 6       | Edwin Cardona          | Monterrey              | 3    |
| 6       | Carlo Costly           | Olimpia                | 3    |
| 6       | Eduardo Herrera        | Pumas                  | 3    |
| 6       | Víctor Moncada         | Honduras Progreso      | 3    |
| 6       | Alfonso Nieto          | Pumas                  | 3    |
| 6       | Yendrick Ruiz          | Herediano              | 3    |
| 6       | Jonathan Urretavizcaya | Pachuca                | 3    |

Fonte: CONCACAF.com